# Seven Psychopaths
Seven Psychopaths er en sort komedie kriminalfilm fra 2012, skrevet og instrueret af Martin McDonagh. I hovedrollerne ses Colin Farrell, Sam Rockwell, Woody Harrelson og Christopher Walken med Tom Waits, Abbie Cornish, Olga Kurylenko og Željko Ivanek i birollerne. Filmen er det andet samarbejde mellem McDonagh, Farrell og Ivanek, efter In Bruges fra 2008. The film was a co-production of the United States and the United Kingdom.
Seven Psychopaths had its verdenspremiere den 7. september 2012 på Toronto International Film Festival. Den blev udgivet i USA og Canada den 12 oktober 2012 og i England den 5. December 2012.

## Handling
Den irske Hollywoodforfatter Marty (Colin Farrell) har svært ved at finde på ideer til sit næste manuskript, "Seven Psychopaths". Han får dog masser af inspiration forærende, da to af hans bemærkelsesværdige venner, Billy (Sam Rockwell) og Hans (Christopher Walken), kidnapper den lokale gangster Charlie Costello's (Woody Harrelson) lille Shih Tzu hund for løsepenge. 

## Rolleliste
- Colin Farrell som Martin "Marty" Faranan
- Sam Rockwell som Billy Bickle
- Woody Harrelson som Charlie Costello
- Christopher Walken som Hans Kieslowski
- Tom Waits som Zachariah Rigby
- Abbie Cornish som Kaya
- Olga Kurylenko som Angela
- Željko Ivanek som Paulo
- Linda Bright Clay som Myra Kieslowski
- Long Nguyen som the Vietnamese priest
- Harry Dean Stanton som the Quaker
- Amanda Warren som Maggie
- James Hébert som Killer
- Christine Marzano som The Hooker
- Kevin Corrigan som Dennis
- Gabourey Sidibe som Sharice
- Michael Pitt som Larry
- Michael Stuhlbarg som Tommy
- Helena Mattsson som Blonde lady

## Ekstern henvisning
- Seven Psychopaths på Internet Movie Database (engelsk)
- Seven Psychopaths på Filmdatabasen
- Seven Psychopaths på Scope
- Seven Psychopaths i Svensk Filmdatabas (svensk)
- Seven Psychopaths på AlloCiné (fransk)
- Seven Psychopaths på MovieMeter (nederlandsk)
- Seven Psychopaths på AllMovie (engelsk)
- Seven Psychopaths hos American Film Institute (engelsk)
- Seven Psychopaths hos British Film Institute (engelsk)
- Seven Psychopaths på Turner Classic Movies (engelsk)